# Pieter Wijdekop
Pieter „Piet“ Wijdekop (* 13. September 1912 in Amsterdam; † 1. September 1982 in Heemskerk) war ein niederländischer Kanute.

## Erfolge
Pieter Wijdekop gewann bei den Olympischen Spielen 1936 in Berlin eine Bronzemedaille im Zweier-Kajak mit dem Faltboot. Auf der Regattastrecke Berlin-Grünau gehörten er und sein Bruder Cornelis Wijdekop zu dem insgesamt 13 Booten umfassenden Teilnehmerfeld der 10.000-Meter-Distanz. In einer Rennzeit von 46:12,4 Minuten überquerten die Wijdekop-Brüder als Drittplatzierte die Ziellinie, 23,5 Sekunden hinter den schwedischen Siegern Sven Johansson und Erik Bladström und 23,2 Sekunden hinter den Deutschen Willi Horn und Erich Hanisch. Auf dem letzten Teilstück überholten sie noch die Österreicher Adolf Kainz und Alfons Dorfner, die das Rennen hinter ihnen auf Platz vier beendeten.
Wijdekop war Mitglied der Kanovereniging Viking, die ihm und seinem Bruder zu Ehren 1981 ein nach ihnen benanntes jährliches Rennen im Zweier-Kajak ins Leben rief.